# Endococcus ramalinarius
Endococcus ramalinarius är en lavart som först beskrevs av Linds., och fick sitt nu gällande namn av David Leslie Hawksworth 1979. Endococcus ramalinarius ingår i släktet Endococcus, klassen Dothideomycetes, divisionen sporsäcksvampar och riket svampar.   Inga underarter finns listade i Catalogue of Life.